# Sconto bancario
Lo sconto bancario è uno dei contratti bancari più antichi e, fino a pochi anni fa, uno dei più utilizzati nei rapporti con le banche. 

## Natura del contratto
Lo sconto bancario è regolato in Italia dagli articoli 1858 e seguenti del codice civile: esso è il contratto con il quale un istituto di credito anticipa a un proprio cliente l'importo di un credito che egli ha verso terzi e che cede all'istituto. In pratica si realizza una cessione "credito contro corrispettivo".
La ragione di questo tipo di operazione è da ricercare nel bisogno di un privato, solitamente un imprenditore, di ottenere in maniera celere e sicura la disponibilità di una somma di denaro da destinarsi alla sua attività.
L'imprenditore in questione, invece di chiedere un prestito o un finanziamento, può decidere di cedere alla propria banca un credito che vanta verso un cliente, riscattandone immediatamente il valore nominale.
Ovviamente l'istituto di credito del caso non agirà come uno sprovveduto, accollandosi un credito dalle incerte possibilità di recupero. 
Infatti la cessione che va perfezionandosi in questo caso sarà del tipo "salvo buon fine" o "pro solvendo";
ciò a dire che se alla scadenza il terzo ceduto non dovesse adempiere alla propria obbligazione verso la banca, questa potrà rivalersi sul cedente.
Bisogna però specificare che:
1. il debito di restituzione del cliente sorgerà solo alla scadenza del credito ed al mancato pagamento del terzo;
2. la banca potrà pretendere solo la restituzione del valore nominale del credito, maggiorato degli eventuali interessi di mora, senza avere diritto alla liquidazione di ulteriori danni.

In ogni caso l'importo liquidato all'imprenditore cedente dovrà essere decurtato dei costi dell'operazione e degli interessi per l'anticipazione fatta, interessi che andranno calcolati in base alla scadenza del credito.
Più lontana sarà la scadenza, maggiore sarà la percentuale cui avrà diritto la banca. 
Ecco perché diventa conveniente per il creditore originario consegnare alla banca un credito che sia il più vicino possibile alla scadenza.

## Oggetto della cessione
Visto che il contratto ha per oggetto un credito, le banche corrono il rischio dell'insolvenza del debitore, e per questo motivo non sempre accettano di scontare una semplice promessa di pagamento.
Esse preferiscono invece accettare delle cambiali o dei titoli di credito, i quali, essendo titoli esecutivi, garantiscono una maggiore aggredibilità nel caso in cui il terzo non provveda al pagamento del dovuto.
Si parla allora di sconto cambiario, che si perfeziona tramite girata del titolo alla banca.
A fini meramente cautelativi si preferisce richiedere le cosiddette bancambiali o cambiali bancarie, cioè quei titoli di credito che possono essere riscontati dalla Banca d'Italia essendo in possesso di particolari requisiti:
1. numero di firme e la loro qualità: firma di almeno due persone "notoriamente solvibili";
2. scadenza inferiore a 4 mesi;
3. pagamento da effettuarsi in un luogo dove operi uno sportello di banca o di Banca d'Italia;
4. possesso dei requisiti formali  fiscali della cambiale.

Questo non toglie che la banca ha la possibilità di scontare anche altri tipi di titoli, come per esempio i titoli rappresentativi di merci (art. 1996 c.c.). In questo caso, ai sensi dell'art. 1860 c.c., la banca avrà sulla merce lo stesso privilegio del mandatario fino a quando il titolo rappresentativo sarà in suo possesso.

## Il castelletto di sconto
Nella pratica è ormai poco frequente incontrare il contratto di sconto isolato, mentre solitamente la singola operazione si inserisce in un quadro di rapporti economici più ampi tra il cliente e la sua banca.
Si parla di solito di "castelletto di sconto", cioè di un limite massimo di fido che il singolo istituto bancario può concedere al proprio correntista oltre il quale non è più possibile scontare dei crediti.
Generalmente la banca si riserva la possibilità di avallare o rifiutare ogni singola operazione posta in essere all'interno del castelletto, motivando caso per caso le ragioni della sua decisione.
Il castelletto in sé si presenta come un contratto di credito di durata, sottoposto quindi alle relative norme del Testo Unico delle Banche per ciò che attiene forma, determinazione degli interessi e la loro valutazione.
Evoluzione diretta del contratto in esame è il factoring, regolato dalla l. 52/1991.
Pur essendo uno dei contratti bancari di maggior importanza giuridica ed economica nel contesto italiano, la disciplina dello sconto non conosce ad oggi una schematizzazione da parte dell'autorità di regolamentazione bancaria (ABI), al contrario, per esempio, del contratto di anticipazione bancaria.